# Ленстер-хаус

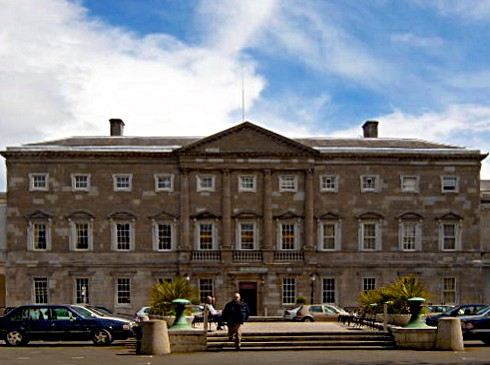
Ленстер-хаус, резиденція ірландського парламенту

53°20′26″ пн. ш. 6°15′14″ зх. д. / 53.34055° пн. ш. 6.254021° зх. д.
Ленстер-хаус (ірл. Teach Laighean, англ. Leinster House) — історична будівля в Дубліні, де традиційно проходять засідання парламенту Ірландії.
Ленстер-хаус був побудований під назвою Кілдер-хаус (англ. Kildare House) в 1745–1748 як міська резиденція графів Кілдер в південній частині міста, в той час не вважалася престижною, за проектом Ріхарда (Річарда) Кассельса, витриманому в палладіанському стилі. Після отримання в 1766 графом Кілдером титулу герцога Ленстерського палац був перейменований в Ленстер-хаус. Зі скасуванням ірландського парламенту в 1801 і переїздом ірландської аристократії до Лондона резиденція була в 1815 продана Королівському Дублінському товариству, яке наприкінці XIX століття прибудувало два крила для розміщення в них Національного музею та Національної галереї.
У 1922 уряд новоствореного Ірландської вільної держави тимчасово розмістив парламент у Ленстер-хаусі, маючи намір згодом перенести його в Кілменхемський госпіталь. Однак у 1924 будівлю було викуплено у Королівського товариства, за винятком музейних площ, і перетворено в парламент на постійній основі. Резиденцією Дойла став колишній лекційний зал, а Сенату — бальний зал. Також були викуплені приміщення сусіднього Королівського коледжу наук, де розмістилася резиденція прем'єр-міністра. У 1967 і 2000 до Ленстер-хаусу були зроблені прибудови для розміщення партійних фракцій і кабінетів депутатів.
Перед парковим фасадом будівлі стоїть пам'ятник на згадку Артура Гріффіта, Майкла Коллінза і Кевіна О'Хіггінса, діячів національно-визвольного руху, загиблих в ході Громадянської війни. Монумент принцу Альберту, що стояв на цьому місці раніше, був у 1947 пересунутий вглиб парку, пам'ятник королеві Вікторії, який стояв перед вуличним фасадом, знесений і згодом перенесений до Сіднея.